# Заколпье (станция)
Заколпье — железнодорожная станция на участке Нечаевская — Муром I Муромского региона Горьковской железной дороги в Гусь-Хрустальном районе Владимирской области России.

## География
У станции расположен одноимённый пристанционный посёлок Заколпье, а названы они по находящемуся в 3 км к северо-востоку одноимённому селу.
Расстояние до узловых станций (в километрах): Муром I — 68, Нечаевская — 23.

## История
Построена в начале XX века.

## Коммерческие операции (параграфы)
- 1	Прием и выдача повагонных отправок грузов, допускаемых к хранению на открытых площадках станций.
- Б	Продажа билетов на все пассажирские поезда. Прием и выдача багажа не производятся.